# Études mondiales
 (janvier 2016).
Si vous disposez d'ouvrages ou d'articles de référence ou si vous connaissez des sites web de qualité traitant du thème abordé ici, merci de compléter l'article en donnant les références utiles à sa vérifiabilité et en les liant à la section « Notes et références ».
Les études mondiales sont l'étude interdisciplinaire des relations et des processus politiques, économiques, juridiques, écologiques et culturels qui  affectent le monde. Les principaux sujets d'études sont la politique, l'économie et la jurisprudence.  
Les études mondiales portent sur la mondialisation au travers des différents domaines d'activité englobant les relations de marché, le mouvement des marchandises, les communications mondiales, la consommation, les réfugiés, les migrants et les autres mouvements de personnes autour du globe.  Les études mondiales incorporent les tendances transnationales et locales à leurs programmes dans la mesure où ces tendances illustrent des questions plus larges concernant leurs changements évolutifs et constants. 
Les études mondiales englobent des domaines plus vastes, allant du local à l'échelle mondiale, tandis que les études internationales se concentrent davantage sur les relations entre les frontières nationales et l'enseignement dans différents pays. L'éducation internationale quant à elle, se focalise sur le développement des établissements d'enseignement à l'échelle internationale ou comparativement entre les différents États-nations.

## Histoire et contexte
Le développement des études mondiales dans l'enseignement secondaire et supérieur est probablement un produit de la mondialisation, et ses résultats ont des conséquences sur la communauté internationale. La mondialisation a réellement pris son envol au XVe siècle, lorsque les pays européens ont commencé à coloniser, à développer le commerce, l'énergie et le statut. Cependant, au cours des dernières décennies, le monde a connu une hausse sans précédent des technologies de la communication et de l'informatisation, accélérant les processus de mondialisation : « il y a un changement dans nos conditions de vie. La vitesse du changement est étroitement alliée à la croissance de la communication, et le développement des technologies de l'information et de la communication a été exponentielle. La mondialisation est une réalité de la vie devant laquelle nous ne pouvons pas reculer ». Face à cette communauté mondiale en constante évolution, les acteurs de l'éducation ont commencé à voir un besoin pour l'introduction des études mondiales dans les programmes de l'enseignement secondaire (introduction des questions mondiales à travers des sujets déjà existants), et de créer des diplômes en études mondiales dans l'enseignement supérieur. Les avantages de l'intégration des connaissances mondiales dans l'éducation sont nombreux et comprennent la compréhension interculturelle, le sens de la communauté mondiale et la capacité à analyser de façon critique les questions de politique étrangère.

## Études internationales ou études mondiales
Il peut y avoir beaucoup de confusion à propos de l'utilisation des termes « études globales » et « études internationales ».
Souvent, à des fins éducatives, ils sont utilisés de façon interchangeable et les différences de sens ne sont pas évidentes, avec la suggestion que les deux disciplines sont concernées par les questions politiques, sociales et culturelles, l'objectif principal des études étant l'interaction de la communauté internationale.
Cependant, des distinctions subtiles peuvent être faites entre les deux phrases. Les études internationales concernent généralement les échanges entre les États, les accords multilatéraux ou bilatéraux, de la diplomatie et de la façon dont les questions sont traitées entre deux ou plusieurs États. 
Les études mondiales, en revanche, se concentrent sur les questions communes à l'échelle mondiale, comme la préservation de la culture et de l'environnement, les mouvements de population et les effets de la mondialisation (problèmes partagés dans le monde entier). Contrairement aux études internationales traditionnelles, les études mondiales examinent souvent des phénomènes qui sont supranationaux (comme le changement climatique, les pandémies, les formations économiques transnationales) et infranationaux (tels que les impacts locaux et régionaux de la désindustrialisation, conséquence de l'évolution mondiale du capitalisme).
Il a également été suggéré[réf. nécessaire] qu'il y a des connotations de gauche et de droite liées à ces termes, « études internationales » (c'est-à-dire les relations entre les États) étant préféré par la droite, tandis que « études mondiales » (c'est-à-dire les questions qui touchent tous les citoyens du monde) est privilégié par la gauche.
Les conditions ont également été décrites ainsi :
Les études internationales pourraient être appelées l'ancêtre de l'éducation globale. Elles comprennent souvent l'étude des pays et des régions du monde, des langues, des relations internationales [...] (Les études mondiales) sont centrées sur le concept de la connectivité : la reconnaissance des connexions locales / globales, les points communs que tous les humains partagent, la compréhension du fait que les frontières nationales sont devenues pratiquement sans importance pour de nombreux acteurs mondiaux.

## Motivations
Les partisans des études mondiales affirment que la réalité de la mondialisation et de l'interdépendance des nations et des économies exigent que les élèves doivent être bien formés aux questions mondiales. Les quatre motivations fréquemment citées pour les études mondiales sont la sécurité nationale et la diplomatie, la citoyenneté efficace dans une démocratie participative, la compétitivité mondiale dans un marché mondial et le désir d'entrer dans le secteur de l'aide au développement.

## La sécurité nationale et la diplomatie
Le premier financement majeur pour l'éducation internationale remonte à 1966 avec la Loi sur l'éducation internationale aux États-Unis. Il a fourni des fonds à des institutions d'enseignement supérieur afin de créer et de renforcer les programmes d'études internationales. Créé à l'époque de la guerre froide, ce texte a mis en exergue la nécessité pour tous les citoyens (principalement les citoyens des États-Unis) de comprendre les enjeux mondiaux afin de renforcer les compétences de la diplomatie. « L'importance de la diplomatie comme force motrice pour le développement politique est bien connue et comprise ; elle est de grande importance en tant qu'instrument à long terme pour la prévention des conflits ».
Les récents événements ayant eu un impact global comme les attentas du 11 septembre 2001, les attentats de Londres et de Madrid et les guerres qui en découlent en Irak et en Afghanistan, ont convaincu les décideurs de l'importance des études mondiales et de l'éducation internationale d'agir pour la sécurité nationale et la diplomatie.

## La compétitivité mondiale
La deuxième motivation pour les études mondiales consiste à préparer les travailleurs à s'engager sur le marché mondial. De nombreuses entreprises internationales ont identifié le besoin d'une main-d'œuvre dotée des compétences nécessaires pour travailler dans différentes cultures, d'identifier et de répondre aux besoins d'un marché mondial. Certaines entreprises internationales, telles que Microsoft, ont pris l'initiative de réunir les décideurs et les acteurs clés afin d'exiger des investissements supplémentaires dans l'éducation. Les gouvernements provinciaux et fédéraux des États-Unis ont également déclaré les études globales à priorité essentielle pour préparer une main-d'œuvre compétitive. En outre, en 2002, le gouvernement fédéral australien (à travers son corps de développement AusAID) a utilisé une partie de ses fonds pour introduire un Global Education Program. Ce programme vise à améliorer la compréhension du développement et des questions internationales chez les étudiants australiens. Il fournit aux enseignants des possibilités de perfectionnement professionnel avec les ONG et le soutien de programmes d'études approfondies. Le programme «informe et encourage les enseignants à initier les étudiants aux enjeux mondiaux dans une salle de classe ».  Les établissements d'enseignement supérieur ont suivi de près l'intégration des études internationales dans toutes les disciplines. Il est rare de trouver une école de commerce sans orientation internationale,.

## La citoyenneté effective
La troisième motivation pour les études mondiales est la création d'une citoyenneté effective. Aux États-Unis, le Conseil national des sciences sociales déclare que le but des études sociales est d' « enseigner aux élèves la connaissance du contenu, des compétences intellectuelles, et les valeurs civiques nécessaires pour remplir les devoirs de la citoyenneté dans une démocratie participative ». Un objectif clé de la CNSS est « l'éducation globale ».  Alors que la mondialisation provoque le floutage des lignes entre le national et l'international, il devient de plus en plus important pour les citoyens de comprendre les relations mondiales.  La création d'une citoyenneté mondiale efficace a pour résultat des personnes étant prêtes à s'impliquer dans des enjeux locaux et mondiaux et en ayant la capacité. Au Royaume-Uni, une recherche du gouvernement local menée dans les environs de Londres a permis de montrer que les citoyens devaient d'abord avoir la possibilité de s'engager, puis posséder les compétences, les connaissances et la confiance nécessaire pour participer. Les résultats sont souvent très positifs, conduisant à une amélioration des services, à une meilleure qualité de la participation démocratique et d'éducation au niveau local.  Pour parvenir à une citoyenneté effective, les élèves doivent être éduqués d'une manière motivante qui met l'accent sur l'importance des enjeux mondiaux. Grâce à l'étude d'une matière telle que les études globales, les étudiants peuvent acquérir les connaissances nécessaires pour devenir des citoyens efficaces.
Certains critiques académiques notent qu'au-delà du contenu, la « cognition globale » doit être enseignée aux élèves afin qu'ils appréhendent véritablement les perspectives mondiales. Ces chercheurs pensent que, pour bien comprendre les problèmes du monde, les élèves doivent reconnaître que leur point de vue n'est pas nécessairement partagé par les autres et comprendre quelles sont les forces sociales qui influencent leurs points de vue,.

## Secteur de l'aide au développement
En 2006, le secteur du développement international a connu une croissance exponentielle, « le secteur des ONG étant désormais la 8e plus grande économie dans le monde, employant près de 19 millions de travailleurs rémunérés ». Le financement des projets de santé était habituellement le problème majeur de l'aide internationale, mais des organisations publiques et privées comme la Fondation Bill et Melinda Gates ont aidé à surmonter ces problèmes. L'objectif est maintenant de veiller à ce que l'argent soit utilisé de manière appropriée pour aider ceux qui ont besoin de l'essentiel pour la vie. Les études globales peuvent amener à s'engager dans le secteur de l'aide au développement de multiples façons. Cet engagement peut inclure le travail dans des zones de post-conflit ou de catastrophes naturelles, l'amélioration des services publics dans des communautés en développement (santé, éducation, infrastructures, agriculture) ou l'aide à la croissance du secteur privé grâce à l'élaboration de modèles d'affaires et de marché.  Grâce aux études mondiales, les étudiants peuvent avoir accès à la connaissance interculturelle, à une expérience de terrain et à une prise de conscience des enjeux mondiaux. Aujourd'hui, un grand nombre d'étudiants se consacre aux études globales pour entrer dans ce secteur.

## Résultats de l'apprentissage
Les résultats de l'étude de cette matière varient selon les objectifs de l'institution académique et selon les objectifs individuels des étudiants. Cependant, il y a des compétences génériques que les élèves doivent acquérir au cours de la durée de l'apprentissage. Celles-ci incluent :
- La sensibilisation culturelle ;
- L'aptitude à penser globalement et localement ;
- Des compétences en matière de recherche et d'analyse ;
- La connaissance des affaires courantes ;
- L'aptitude à communiquer efficacement dans diverses situations ;
- L'amélioration des compétences interculturelles ;
- Potentiellement, l'amélioration des compétences linguistiques.

## Débouchés
Les perspectives d'emploi après avoir obtenu un diplôme d'études mondiales sont variées. Les perspectives de carrière peuvent inclure les relations internationales, le commerce, les affaires étrangères, la diplomatie, la politique, l'administration locale, la recherche et la planification environnementale ainsi que le développement international.